# Manuel Pedro Furtado de Almeida
Manuel Pedro Furtado de Almeida (Ponta Delgada das Flores, 1844 — Somerville, Massachusetts, 1914), 1.º barão da Costa e depois 1.º visconde de Vale da Costa, foi um rico proprietário e comerciante da ilha das Flores, que se distinguiu no campo político e económico.